# Ô-de-Selle
Ô-de-Selle község Franciaország Hauts-de-France régiójában, Somme megyében. Új községként 2019. január 1-jén jött létre Loeuilly, Neuville-lès-Loeuilly és Tilloy-lès-Conty korábbi községek egyesítésével. Lakosainak száma 1153 fő (2022. január 1.).

## Népesség
| Lakosok száma | 1205 | 1191 | 1179 | 1168 | 1159 | 1153 |
|               | 2017 | 2018 | 2019 | 2020 | 2021 | 2022 |